# Străoane
Străoane est une commune roumaine située dans le județ de Vrancea.